# Giuseppina Projetto
Giuseppina Projetto (italià: Giuseppina Projetto-Frau)  (La Maddalena, 30 de maig de 1902 - Montelupo Fiorentino, 6 de juliol de 2018) va ser una supercentenària italiana que va viure 116 anys i 37 dies.
En el moment de la seva mort, era la 2a persona viva més anciana del món darrere de la japonesa Chiyo Miyako (qui va morir 16 dies després), i també va ser la 3a persona més longeva que hagi nascut a Itàlia (la 6a a Europa), després de Emma Morano i Maria Giuseppa Robucci. Va ser la degana d'Itàlia del 13 de juliol de 2017, després de la mort de Marie-Josephine Gaudette i la degana d'Europa del 15 de desembre de 2017, després de la mort d'Ana María Vela Rubio. Ocupa el lloc 21 en la llista de les persones més longeves de tots els temps, entre les documentades amb certesa.

## Biografia
Va néixer en La Maddalena, però era d'origen sicilià; el seu avi matern s'havia mudat de Sicília amb l'expedició de Giuseppe Garibaldi, i el seu pare Cicillo Projetto, originari de Sciacca, havia conegut a la seva mare durant el servei militar a la Sardenya.
Després de la mort dels seus pares, la van posar en un internat on va viure juntament amb les quatre germanes fins que va complir la majoria d'edat. Després de mudar-se novament a La Maddalena, el 1946 es va casar amb Giuseppe Frau, un vidu amb tres fills. Un dels fills els seguirà a Montelupo Fiorentino, després d'un trasllat per motius laborals. Després de la mort prematura del seu fill, que va morir a l'edat de 39 anys a la platja de Donoratico per tractar de salvar alguns nedadors de ofegar-se, Giuseppina Projetto va continuar vivint a la casa de Montelupo Fiorentino junt amb la seva nora i els seus nets.
Va morir el 6 de juliol de 2018 per causes naturals a la seva llar a Montelupo Fiorentino, donant el títol de degana d'Itàlia i Europa a Maria Giuseppa Robucci.